# Catharina Roodzant
Catharina Roodzant (születési neve: Catharina Glimmerveen, hivatkoznak rá Catharina Roodzant-Glimmerveen néven is), (Rotterdam, 1896. október 21. – Rotterdam, 1999. február 24.) holland női sakkozó, kétszeres világbajnokjelölt. Hollandia háromszoros női sakkbajnoka, sakkolimpikon.

## Élete és sakkpályafutása
Szülei Leendert Glimmerveen (1869−1926) kocsis és Johanna Clara Deelman (1871−1968). Tizenegyen voltak testvérek, az öt lány közül ő volt a legidősebb.
Bár nem volt rossz tanuló, a család rossz anyagi körülményei miatt 1910-ben beállt nagynénje mellé takarítósegédnek. 15 éves korában nagy hatással volt rá Henriette Roland-Holst holland szocialista költő, és a szocialista ifjúsági mozgalom tagja lett, majd később a szervezetben mint titkár dolgozott. Itt ismerkedett össze David Roodzanttal, akivel 1918. január 2-án összeházasodott. Egy évvel később Angliába mentek dolgozni, ahol három gyerekük született, John (1919), Reginald és Ivy (1921). 1921 októberében tértek vissza Hollandiába, ahol David a rotterdami elektromos műveknél kapott szerelői állást.

## Az első női sakkozó Rotterdamban
Férje szenvedélyes sakkozó volt, és Catharinát is megtanította a játékra. 1929-ben ő volt az első nő, aki a rotterdami De Pion sakk-klub tagja lett. Hollandiában az első női sakkbajnokságot csak 1935-ben rendezték, amelyet megnyert. Bajnoki címét 1936-ban megvédte, 1937-ben azonban a fiatal, 17 éves Fenny Heemskerk mögé szorult. 1938-ban azonban harmadszor is megszerezte a bajnoki címet.

## Nemzetközi versenyek, világbajnokságok
Bajnoki címei eredményeként meghívták nemzetközi versenyekre. 1936-ban Semmeringben a német Sonja Graf és az olasz Clarice Benini mögött a 3−4. helyen végzett. Az 1937-es női sakkvilágbajnokságon a 26 induló között holtversenyben a 10−16. helyet szerezte meg. 1939-ben 3−1 arányban vesztett páros mérkőzésen Sonja Graf ellen. A Buenos Airesben rendezett 1939-es női sakkvilágbajnokságon a 20 résztvevő között a 7−8. helyen végzett. A világbajnokságról sok résztvevőtől eltérően hazatért Hollandiába.

## További versenyeredményei
A háború alatt Európában nem rendeztek női versenyeket, ez megtörte a karrierjét, és ezután már csak részleges sikereket ért el. 1951-ben Velencében hatodik, 1953-ban negyedik lett a Hoogovens torna női versenyén, egy évvel később a harmadik helyet szerezte meg Zágrábban.
1957-ben férje elhunyt, és mivel nyugdíjat nem kapott, először életében fizetésért dolgozni kezdett, egészen 70 éves koráig. Ekkor szakadt meg végleg karrierje. 1964-ben, 67 éves korában még holtversenyben a harmadik helyen végzett Hollandia bajnokságán. 89 évesen még elindult Rotterdam bajnokságán, amelyet a tiszteletére Catharina Roodzant-tornának neveztek el. A versenyen elindult lánya Ivy Mesman is, aki a második helyet szerezte meg.
Százéves korában még hetente többször lejárt a Charlois sakk-klubba. 100. születésnapján tüntették ki az Orange-Nassau rend lovagja kitüntetéssel. 1996-ban eltört a csípőcsontja, és idősek otthonába kellett vonulnia. Itt halt meg 1999-ben, 102 éves korában.

## Szereplése sakkolimpián
1957-ben tagja volt Hollandia női csapatának az első női sakkolimpián, ahol bejutottak az A döntőbe és a 9. helyen végeztek.

## Díjai, elismerései
- 1979-ben a Holland Királyi Sakkszövetség tiszteletbeli tagja lett.[1]
- 1996-ban, 100. születésnapján az Orange-Nassau rend lovagja kitüntetésben részesült.[2]

## Emlékezete
- Rotterdam női sakkbajnokságát Catharina Roodzant-tornának nevezik.
- Rotterdamban utca és tér viseli a nevét.